# 韋爾奇斯克里克鎮區 (北卡羅萊納州哥倫布縣)
韋爾奇斯克里克鎮區（英語：Welches Creek Township）是位於美國北卡羅萊納州哥倫布縣的一個鎮區。

## 地方資料
韋爾奇斯克里克鎮區的面積為98.68平方千米，皆為陸地。根據2020年美國人口普查的數據，當地共有人口1600人，而人口密度為每平方千米16.21人。